# Pavetta batanensis
Pavetta batanensis är en måreväxtart som beskrevs av Cornelis Eliza Bertus Bremekamp. Pavetta batanensis ingår i släktet Pavetta och familjen måreväxter. Inga underarter finns listade i Catalogue of Life.